# Logotypie
Als Logotypie bezeichnet man ein Verfahren beim Schriftsatz, bei dem zwei oder mehrere Zeichen auf einer Type, der so genannten Logotype, zusammengefasst werden. Mit dem Verfahren wollte man die Geschwindigkeit des Setzens beim Handsatz steigern.

## Geschichte
Bereits 1682 stellte der Chemiker Johann Joachim Becher in seiner Schrift Närrische Weisheit und weise Narrheit Ideen für ein Logotypensystem vor, die Umsetzung scheiterte jedoch an finanziellen Mitteln. 
Eine erste Anwendung der Logotypen in der Praxis unternahm der Franzose François-Paul Barletti de Saint-Paul (1734–1809). Im Jahr 1776 veröffentlichte er in Paris die Schrift Nouveau systeme typographique au moyen de diminuer de moité le travail et les frais de composition, de correction et de distribution (dt.: Neues typographisches System, mittels welchem die Arbeit und die Kosten des Setzers, des Korrektors und des Ablegers um die Hälfte vermindert werden). Er schlug die Verwendung von Silbenzeichen vor. 1792 erhielt er von der französischen Regierung zur Entwicklung seines Vorhabens 20.000 Francs.
Henry Johnson, ein englischer Schriftsetzer, entwickelte 1778 ein System, welches häufig genutzte Silben auf einem Schriftkegel zusammenfasste. Nachdem er sich sein System hatte patentieren lassen, verkaufte er es an John Walter, den Besitzer der Times. Dieser nannte es fortan System Walter.
Das erste Logotypensystem in Deutschland wurde von Menck, dem Besitzer einer Buchdruckerei in Hamburg, eingesetzt. Hierüber referierte er auf der Gutenbergfeier im Jahr 1840. Das System baute dabei auf den Entwicklungen in England auf.
Weitere Entwicklungen mit dem Ziel den Arbeitsaufwand zu reduzieren, entstanden in Wien, Zürich, London und Sarajewo. Unter den Entwicklern waren auch prominente Personen wie Charles Stanhope oder William Caslon.
Logotypie bewährte sich im Handsatz nicht, im Maschinensatz fand sie nur bei der Linotype-Ideal Setzmaschine Anwendung, was aber eine Ausnahme blieb.

## Schnellsetzwettbewerb
Bei einem Wettbewerb im Schnellsetzen traten um 1850 der Setzer W. Hughes und Major Beniowski mit seinem neu erfundenen Logotypensystem gegeneinander an, wobei der herkömmlich arbeitende Setzer schneller war. Hierbei zeigten sich die Grenzen des Logotypensystems: Die vielen zusätzlichen Fächer im Setzkasten machen die Arbeit kompliziert, besonders das Ablegen benötigte zu viel Zeit.

## Das Wort- und Summengliedersystem von Weiß
Der Wiener Schriftsetzer Leopold Weiß (* 1840; † 1923) entwickelte das Wort- und Summengliedersystem, welches als das vollkommenste Logotypensystem gilt. Er baute dabei auf den Charactéres sténotypes des Schriftgießers A. Pinard aus Paris auf. Das System von Weiß besteht aus 39 Figuren, die zwei oder drei Buchstaben zusammenfassen. Er setzte sein System für zahlreiche Sprachen um, wobei sein Logotypensetzkasten 668 Fächer enthält, der größte sogar über 1200. Bei einem Wettsetzen erreichte er 3500 Buchstaben in der Stunde. Obwohl Weiß inzwischen Konkurrenz durch die Setzmaschine bekam, entwickelte er sein System weiter.

## Gründe für das Scheitern von Logotypiesystemen
Der mögliche Zeitgewinn beim Satz der zusammengefassten Silben wird durch den komplizierten Aufbau des Setzkastens zunichtegemacht, da beim Setzen und Ablegen der Setzer die hohe Zahl der Fächer im Gedächtnis behalten muss. Die Größe des Setzkastens steigt dabei deutlich an und der Arm des Setzers muss längere Wege zurücklegen, um alle Fächer zu erreichen. Falsch eingeordnete Typen lassen sich zudem schwerer wieder finden. Schließlich waren Logotypensysteme auch teurer in ihrer Anschaffung bzw. Herstellung. Letztendlich konnte sich aufgrund dieser Nachteile keines der Logotypiesysteme durchsetzen, zumal die aufkommenden Setzmaschinen eine bessere Möglichkeit zur Erhöhung der Setzgeschwindigkeit versprachen.